# 워해머 40,000: 돈 오브 워: 소울스톰
《워해머 40,000: 돈 오브 워: 소울스톰》(Warhammer 40,000: Dawn of War: Soulstorm)은 2008년에 렐릭 엔터테인먼트와 아이언 로어의 합작으로 제작된 워해머 40,000: 돈 오브 워의 세 번째 확장팩이다.
이번 확장팩에서는 기존의 워해머 40000의 세계관에는 있었으나, 그동안 게임에 추가되지 못했던 진영들 중 2가지인 위치 헌터(witch Hunter)(정확히 말하자면 위치헌터의 소속된 시스터즈 오브 배틀(Sisters Of Battle)이다.), 다크 엘다(Dark Eldar)가 추가되었고, 캠페인은 행성간 정복체계와 보급체계등의 새로운 방식을 갖추어 이전 확장팩의 캠페인방식을 강화한 형태로 갖추었으며, 그동안 이전시리즈에는 없던 공중유닛을 추가하고, 새로이 밸런스를 맞추었다.
그러나 미완성작 수준의 자잘한 버그들, 기존유저들의 공중유닛에 대한 부적응으로 인한 공중유닛 불필요성 논란, 너무 로딩시간이 길고 진행도 너무 지루한 캠페인 문제등으로 인해 많은 비판을 받았다.
2008년 11월자로 1.1패치,1.2패치로 대대적인 버그 해결을 해 그나마 나아진 상태이지만 여전히 동실력의 종족간 불균형 등의 밸런스문제는 워해머 40,000: 돈 오브 워 시리즈의 고질적인 문제이다.

## 평가
| Dawn of War: Soulstorm                                                                                                |            |
| --- | ---------- |
| 통합 점수 통합사 점수 게임랭킹스 74.26/100% [ 1 ] 메타크리틱 73/100 [ 2 ] 평론 점수 평론사 점수 게임스팟 65/100 [ 3 ] |            |
| 통합 점수 |            |
| 통합사 | 점수       |
| 게임랭킹스 | 74.26/100% |
| 메타크리틱 | 73/100     |
| 평론 점수 |            |
| 평론사 | 점수       |
| 게임스팟 | 65/100     |